# 久松三津枝
久松 三津枝（ひさまつ みつえ、1914年9月13日 - 1947年8月13日）は、日本の女優である。本名上松 美津江（うえまつ みつえ）、旧芸名久松 美津江（ひさまつ みつえ）のほか、別名・表記の揺れがある（#芸名）。全国公募から選ばれ、深水藤子とならぶ日活スター女優として登場、サイレント映画末期からトーキー初期にかけて人気があった。

## 人物・来歴
1914年（大正3年）9月13日、東京府東京市浅草区（現在の東京都台東区浅草地区）に生まれる。出生名については、「美津江」であるとする説と「三津枝」であるとする説がある。
1931年（昭和6年）3月、麹町区中六番町（現在の千代田区四番町）にあった旧制・千代田高等女学校（現在の武蔵野大学附属千代田高等学院）を卒業後、翌1932年（昭和7年）、前年の労働争議の後で日活の行った大規模な新人募集に応募して、2,000人を超えるなかから採用が決まり、同年秋に京都に移動して日活太秦撮影所に入社する。このときの同期入社には、大谷日出夫、深水藤子、松平不二也（のちの新田実）であった。1933年（昭和8年）1月14日に公開された山路ふみ子主演、畑本秋一監督の『己ヶ罪 環』に「久松 美津江」の芸名で出演し、満18歳で映画界にデビューした。同年9月30日に公開された熊谷久虎・春原政久共同監督による『青春の頃』では谷幹一とともに主演した。
1934年（昭和9年）、同撮影所の現代劇部が、東京に新設された日活多摩川撮影所に移転するとともに異動し、久松が主演した熊谷久虎監督の『三家庭』は新撮影所で製作され、同年6月28日に公開された。同撮影所では1作限りで、同年、新興キネマに移籍して京都に戻り、「久松 三津枝」と表記を改めた。1935年（昭和10年）5月1日に公開された野淵昶監督の『長崎留学生』で初めてトーキー（土橋式）に出演したが、以降も同社ではサウンド版への出演がつづいた。1936年（昭和11年）3月10日に公開された木村恵吾監督のサウンド版『野崎小唄』での男装が話題になる。同年5月8日に公開された押本七之輔監督の『逢はずの四郎蔵』に出演したのを最後に新興キネマを退社、東京に戻って「久松 三津江」の名で大都映画で舞台実演等をしていたが、京都にまた戻り、片岡千恵蔵プロダクション、松竹太秦撮影所等の映画にフリーランス的に出演していた時期が半年ほどあった。
遡って1935年12月末、太秦帷子ヶ辻中開町（現在の右京区太秦堀ヶ内町）に、牧野省三の長男であるマキノ正博がトーキー（映音式）のための新しい撮影所を建設した新会社、マキノトーキー製作所を設立、久松はこの翌年に同社に第二期入社、以降芸名は新興キネマ時代の「久松 三津枝」に戻した。1937年（昭和12年）2月18日に公開された広瀬五郎監督の『瀧の白糸』で主演したが、同社は同年4月に解散しており、最終作品として製作されたがのちに日活が配給して公開された牧陶六（マキノ正博）監督の『遊侠太平記』にも出演、澤村國太郎の相手役を務めた。同社解散後、葉山純之輔、大内弘ら大半は新興キネマへ移籍したが、久松は戻らず、松竹下加茂撮影所に移籍した。同社では、同年9月16日に公開された大曾根辰夫監督の『次郎吉唄ざんげ』では高田浩吉、翌1938年（昭和13年）3月3日に公開された、東海林太郎の主題歌で知られる冬島泰三監督の『浮名ざんげ』では坂東好太郎の相手役を務め好評を得たが、1940年（昭和15年）には同社を退社した。
再度東京に戻り、東宝映画東京撮影所（現在の東宝スタジオ）に入社、1941年（昭和16年）4月9日に公開された石田民三監督の『をり鶴七変化 前篇』に出演しているが、満26歳で出演した同作以降の出演記録が見当たらない。「スラリとした容姿」で「得がたい風情」の持ち主であったが、女優として大成しなかった。1947年（昭和22年）8月13日、円山公園内の自宅で死去した。

## 芸名
- 上松 美津江 （うえまつ みつえ） - 本名（「三津枝」説あり）
- 久松 美津江 （ひさまつ みつえ） - 日活太秦撮影所
- 久松 三津枝 （ひさまつ みつえ） - 新興キネマ、松竹太秦撮影所、マキノトーキー製作所、松竹下加茂撮影所、東宝映画東京撮影所
- 久松 三津江 （ひさまつ みつえ） - 大都映画、聯合映画、松竹下加茂撮影所（初期）
- 久松 美津枝 （ひさまつ みつえ） - マキノトーキー製作所（一部）
- 久松 美津子 （ひさまつ みつえ） - 日活太秦撮影所（初期一部）

## フィルモグラフィ
すべてクレジットは「出演」である。公開日の右側には役名、および東京国立近代美術館フィルムセンター（NFC）等の上映用プリントの現存状況についても記す

### 日活太秦撮影所
特筆以外すべて製作は「日活太秦撮影所」、配給は「日活」である。すべてサイレント映画、特筆以外すべて「久松美津江」名義である。
- 『己ヶ罪 環』（『己が罪 環』） : 監督畑本秋一、1933年1月14日公開 - 園部志満子（デビュー作[1]）
- 『拾った女』 : 監督伊奈精一、1933年2月22日公開 - 女学生
- 『結婚適齢期』 : 監督青山三郎、1933年3月23日公開 - その令嬢静江、79分尺で現存（NFC所蔵[12]）
- 『燃ゆる花片』 : 監督マキノ正博、「久松美津子」名義、1933年5月11日公開 - その養女・礼子
- 『祇園しぐれ』 : 監督犬塚稔、1933年6月15日公開 - 八重香
- 『青春の頃』[1][6]（『青春の唄』[4]） : 監督熊谷久虎・春原政久、1933年9月30日公開 - 主演
- 『群盲有罪』 : 監督熊谷久虎、1933年10月12日公開 - 松山葉子
- 『一刀流闘士陣』 : 監督渡辺邦男、1933年10月19日公開 - 畔柳英之丞の妹・お町
- 『恋の長崎』 : 監督青山三郎、1933年製作・公開 - マダム蘭子
- 『弥次喜多 江戸の巻』 : 監督清瀬英次郎、1933年12月31日公開 - 狂い娘・お鈴
- 『晴れて二人で』 : 監督倉田文人、1934年4月19日公開 - 春子
- 『野の光』 : 監督伊賀山正徳、1934年5月3日公開 - 妹・初枝、33分尺で現存（NFC所蔵[12]）
- 『三家庭』 : 監督熊谷久虎、製作日活多摩川撮影所、配給日活、1934年6月28日公開 - 妻房子（主演）

### 新興キネマ
特筆以外すべて製作・配給は「新興キネマ」である。同社は1935年に東京撮影所を新設して現代劇部を分離、従来の撮影所を京都撮影所とした。特筆以外すべてサイレント映画、すべて「久松三津枝」名義である。
製作 新興キネマ
- 『愛染草』 : 監督曽根千晴、1934年11月1日公開 - 幹子
- 『帰去来峠』 : 監督松田定次、サウンド版、1934年11月1日公開 - お呱

製作 新興キネマ京都撮影所
- 『福寿草』 : 監督川手二郎、製作新興キネマ東京撮影所、配給新興キネマ、1935年3月7日公開 - 薫の嫂美代子、67分尺で現存（NFC所蔵[12]）
- 『虎公』 : 監督寿々喜多呂九平、1935年3月21日公開 - お秀
- 『黄門漫遊記』 : 監督押本七之輔、1935年4月18日公開 - 主膳の娘おたみ
- 『長崎留学生』 : 監督野淵昶、トーキー（土橋式）、1935年5月1日公開 - 長崎楼の女おゆき
- 『愛憎一代』 : 監督松田定次、サウンド版、1935年6月6日公開 - 柳橋の芸者お蔦（主演）
- 『竜涎香』 : 監督曽根千晴、製作高田プロダクション（高田稔）、配給新興キネマ、サウンド版、1935年7月14日公開 - 白菊局
- 『太閤記 藤吉郎走卒の巻』 : 監督滝沢英輔、サウンド版、1935年8月15日公開 - お八重
- 『活人剣 荒木又右衛門』 : 監督・録音マキノ正博、製作嵐寛寿郎プロダクション、配給新興キネマ、トーキー（映音式）、1935年8月15日公開 - おたね
- 『剣客商売』 : 監督土肥正幹、トーキー、1935年8月22日公開 - その妻お染、12分の断片が現存（NFC所蔵[11]）
- 『魔風一騎 前篇 北斗の巻』 : 監督山上伊太郎、製作片岡千恵蔵プロダクション、配給新興キネマ、サウンド版、1935年9月19日公開 - 娘いさえ
- 『武蔵野くづれ』（『武蔵野くずれ』） : 監督押本七之輔、サウンド版、1935年9月26日公開 - 五左衛門の姉娘おさん（久松三津江）
- 『暁の麗人 前篇 千賀子の巻』 : 監督曽根千晴、製作新興キネマ東京撮影所、配給新興キネマ、サウンド版、1935年11月21日公開 - 良介の妹弓子
- 『暁の麗人 後篇 弓子の巻』 : 監督曽根千晴、製作新興キネマ東京撮影所、配給新興キネマ、サウンド版、1935年12月7日公開 - 良介の妹弓子
- 『太閤記 藤吉郎出世飛躍の巻』 : 監督渡辺新太郎、サウンド版、1936年1月5日公開 - 深雪
- 『春色五人女』 : 監督石田民三、サウンド版、1936年1月10日公開 - 猩々おみつ
- 『闇討仁義 雪宵鴉』 : 監督三田一、サウンド版、1936年1月25日公開 - その女房お吉
- 『若衆白柄組』 : 監督山内英三、録音マキノ正博、サウンド版、1936年1月31日公開 - 十郎左衛門の許婚百合
- 『野崎小唄』 : 監督木村恵吾、サウンド版、1936年3月10日公開 - 手代久松
- 『快傑黒頭巾 前篇』 : 監督渡辺新太郎、サウンド版、1936年3月21日公開 - 上野介の妻
- 『お七鹿の子染』 : 監督押本七之輔、サウンド版、1936年4月1日公開 - 寺小姓の吉三郎
- 『快傑黒頭巾 後篇』 : 監督渡辺新太郎、サウンド版、1936年4月29日公開 - 上野介の妻
- 『逢はずの四郎蔵』 : 監督押本七之輔、サウンド版、1936年5月8日公開 - 多喜蔵の娘お光

### フリーランス
この時期、大都映画で舞台実演等も行なったが、具体的な作品名は不明である。この時期、すべてトーキー、芸名は特筆以外すべて「久松三津江」名義である。
- 『荒木又右衛門』 : 監督萩原遼、製作片岡千恵蔵プロダクション、配給日活、1936年10月15日公開 - お米、数秒の断片が現存（NFC所蔵[13]）
- 『牡丹燈籠』 : 監督野淵昶、製作聯合映画、1936年製作 - おくに
- 『千両長脇差』 : 監督秋山耕作、製作松竹太秦撮影所、配給松竹キネマ、「久松三津江」名義、1936年11月13日公開

### マキノトーキー製作所
特筆以外すべて製作・配給は「マキノトーキー製作所」である。すべてトーキー、特筆以外すべて「久松三津枝」名義である。
- 『舞扇』 : 監督広瀬五郎・マキノ正博、「久松美津江」名義、1936年11月14日公開
- 『竜虎槍騎隊 前篇』 : 監督広瀬五郎、1937年1月10日公開
- 『竜虎槍騎隊 後篇』 : 監督姓丸浩、1937年1月15日公開
- 『瀧の白糸』 : 監督広瀬五郎、1937年2月18日公開 - 主演
- 『遊侠太平記』 : 監督牧陶六（マキノ正博）、製作マキノトーキー製作所、配給日活、「久松美津枝」名義、1937年8月5日公開 - 鞆絵[6][14]

### 松竹下加茂撮影所
すべて製作は「松竹下加茂撮影所」、配給は「松竹キネマ」である。以降はすべてトーキーである。
- 『夕立銀五郎 前篇』 : 監督近藤勝彦、「久松三津江」名義、1937年5月13日公開
- 『夕立銀五郎 後篇 比翼三度笠』 : 監督近藤勝彦、「久松三津江」名義、1937年6月3日公開
- 『百噺丑満刻』 : 監督冬島泰三・大曾根辰夫・古野英治・岩田英二、1937年7月8日公開
- 『御守殿お町』 : 監督笠井輝二、「久松三津江」名義、1937年7月公開 - 主演
- 『次郎吉唄ざんげ』 : 監督大曾根辰夫、1937年9月16日公開
- 『からくり女庭討』 : 監督岩田英二、1937年10月21日公開
- 『番町皿屋敷』 : 監督冬島泰三、1937年11月1日公開 - お雪
- 『御赦免船』 : 監督岩田英二、1937年12月25日公開
- 『人肌観音 第一篇』 : 監督衣笠貞之助、1937年12月31日公開 - 侍女
- 『突貫弥次喜多』 : 監督古野栄作（古野英治）、1938年1月27日公開
- 『浮名ざんげ』 : 監督冬島泰三、1938年3月3日公開
- 『火華』 : 監督星哲六、「久松美津子」名義、1938年3月10日公開
- 『名月蛤御門 前篇』 : 監督秋山耕作、1938年3月27日公開
- 『朧夜』 : 監督笠井輝二、1938年4月14日公開
- 『関の馬子唄』 : 監督星哲六、1938年5月29日公開
- 『黒髪夜叉』 : 監督岩田英二、1938年7月1日公開
- 『名月蛤御門 解決篇』 : 監督秋山耕作、1938年7月7日公開
- 『天竜しぶき』 : 監督岩田英二、1938年8月25日公開 - 主演
- 『白鷺の唄』 : 監督古野栄作（古野英治）、1938年10月13日公開
- 『孝子の印籠』 : 監督広瀬正明（広瀬五郎）、1938年11月10日公開
- 『義士銘々伝 満顏の朝』 : 監督広瀬正明（広瀬五郎）、1938年12月15日公開
- 『権太の小判』 : 監督星哲六、1939年3月1日公開 - 兼丸のお栄
- 『忠次旅日記』 : 監督二川文太郎、1939年3月15日公開
- 『銭形平次捕物控』 : 監督星哲六、1939年4月13日公開 - 八人芸のお島
- 『両国梶之助』 : 監督冬島泰三、1939年4月27日公開
- 『いざよひ峠』 : 監督星哲六、1939年5月25日公開
- 『勤王歌侍』 : 監督秋山耕作、1939年7月6日公開
- 『銭形平次捕物控 平次の女難』 : 監督星哲六、1939年12月17日公開 - お町
- 『唄祭浩吉節』 : 監督犬塚稔、1940年1月6日公開
- 『美女桜 暴風篇』 : 監督大曾根辰夫、1940年2月29日公開 - 愛妾お村の方
- 『美女桜 黎明篇』 : 監督大曾根辰夫、1940年3月7日公開 - 愛妾お村の方
- 『女忠臣蔵』 : 監督小坂哲人、1940年3月26日公開
- 『幡随院一家』 : 監督秋山耕作、1940年5月16日公開

### 東宝映画東京撮影所
すべて製作は「東宝映画東京撮影所」、配給は「東宝映画」である。
- 『をり鶴七変化 前篇』 : 監督石田民三、1941年4月9日公開 - お千賀（大学妾）、総集篇115分が現存（VHS発売）
- 『をり鶴七変化 後篇』 : 監督石田民三、1941年4月9日公開 - お千賀（大学妾）、同上